# Tenn(IV)klorid
Tenn(IV)klorid eller tenntetraklorid är en kemisk förening av tenn och klor med kemisk formel SnCl4.

## Egenskaper
I ren form är tenntetraklorid en färglös vätska vid rumstemperatur. När den blandas med en liten mängd vatten binder den till sig kristallvatten och bildar kristaller. Om mer vatten tillsätts löser sig kristallerna i vattnet och blir en lösning.

## Framställning
Tenntetraklorid framställas genom att förbränna tenn i torr klorgas.
{\displaystyle {\rm {Sn+2\ Cl_{2}\rightarrow SnCl_{4}}}}

## Användning
Tenn(IV)klorid kan användas som katalysator vid Friedel-Craftsreaktion. UN-nummer 1827.